# Bifurgaster freyellae
Bifurgaster freyellae is een kreeftachtigensoort uit de familie van de Dendrogastridae. De wetenschappelijke naam van de soort is voor het eerst geldig gepubliceerd in 1985 door Stone & Moyse.